# Mihael Mikić
Mihael Mikić (sinh ngày 6 tháng 1 năm 1980) là một cầu thủ bóng đá người Croatia.

## Sự nghiệp câu lạc bộ
Mihael Mikić đã từng chơi cho Sanfrecce Hiroshima và Shonan Bellmare.